# Rioverde (canton)
Rioverde est un canton d'Équateur situé dans la province d'Esmeraldas.
Remarque : il existe aussi une collectivité nommé Rioverde ; capitale du canton du même nom, sise sur le littoral Pacifique.

## Géographie

### Géographie physique
Le cours d'eau rio Verde prend sa source dans la forêt protégée de Los Cedros ; elle est d'une très bonne qualité dans le haut de son bassin versant, grâce au fait que la forêt Los Cedros est très isolée et non accessible par route, ce qui lui a permis d'échapper aux activités agricoles, d'élevage et minières, mais cette forêt, malgré l'opposition des communautés locales et en dépit de sa protection juridique a été ouverte à l'exploration minière par le gouvernement équatorien et son ministère des mines (créé en 1995). Deux compagnies minières (l'une nationale et l'autre canadienne ont créé une coentreprise pour l'exploitation minière de son sous-sol . Depuis 2017, la qualité des eaux de ces cours d'eau et de leurs bassins versants sont menacées d'une part par un orpaillage sauvage et d'autre part par des projets miniers à grande échelle (mines de cuivre, mines d'or...).

## Démographie, composition ethnique
Selon le recensement de 2010, la population, en termes de groupes ethniques se répartit comme suit :
- Afro-Équatoriens : 57,1 %
- Mestizo (métis européo-amérindien) : 34,4 %
- Blanc : 5 %
- Montubio : 2,2 %
- Peuples indigènes de l'Équateur : 1,3 %
- Autres : 0,2 %